# Jan Szadkowski
Jan Szadkowski (ur. 1937 w Helenówku) – polski inżynier eksploatacji i budowy maszyn, specjalizujący się w badaniach operacyjnych, logistyce, obróbką skrawaniem, wytwarzaniem maszyn, a także zarządzaniem jakością i zarządzaniem produkcją; nauczyciel akademicki związany z bielskimi szkołami wyższymi.

## Życiorys
Urodził się w 1937 roku w Helenówku koło Warszawy. Po ukończeniu szkoły podstawowej i średniej, podjął w 1957 roku studia na Wydziale Mechanicznym Politechniki Krakowskiej, które ukończył w 1962 roku, zdobywając dyplomy magistra i inżyniera. Stopień naukowy doktora uzyskał w 1966 roku, a następnie w 1970 roku doktora habilitowanego. W 1971 roku otrzymał stanowisko docenta, w 1987 roku profesora nadzwyczajnego, a w 1992 roku profesora zwyczajnego. Tytuł profesora nauk technicznych nadała mu Rada Państwa PRL w 1987 roku.
Od lat 70. XX wieku związany jest z filią Politechniki Łódzkiej w Bielsku-Białej. W latach 1978–1981 pełnił funkcję prorektora tej filii. Od 1992 roku do przejścia na emeryturę był kierownikiem Katedry Technologii Maszyn i Automatyzacji. Obecnie pracuje w Bielskiej Wyższej Szkole im. Józefa Tyszkiewicza.

## Dorobek naukowy i odznaczenia
Jego zainteresowania naukowe koncentrują się wokół zagadnień związanych z techniką wytwarzania, obróbką skrawaniem, obrabiarkami, robotami, zarządzaniem produkcją i jakością. Jest autorem kilkudziesięciu publikacji naukowych, z których do najważniejszych należą:
- Ekonomiczne i technologiczne przesłanki wyboru tolerancji w układach łańcuchów wymiarowych, Kraków 1969.
- Wybrane zagadnienia z ekonomiki i organizacji produkcji w przedsiębiorstwie budowy maszyn, Kraków 1971.
- Automaty technologiczne. Budowa, sterowanie, programowanie, Kraków 1973.
- Obrabiarki sterowane numerycznie, roboty, elastyczne systemy obróbkowe, Bielsko-Biała 1998.

Za swoją działalność naukowo-dydaktyczną oraz organizacyjną został odznaczonył Krzyżem Oficerskim Orderu Odrodzenia Polski oraz Medalem Komisji Edukacji Narodowej.